# گلو انرژی
گلو انرژی (انگلیسی: Glow Energy) شرکت برق تایلندی است، که در سال ۱۹۹۳ تأسیس شد.